# Битва мачт
Битва мачт или Сражение у Феникса — морское сражение, произошедшее в 655 году между арабским и византийским флотами в Средиземном море у южного побережья Малой Азии.
После захвата Кипра арабы построили свой флот. В 655 году арабский наместник Сирии (позднее халиф) Муавия хотел вторгнуться в Каппадокию, в то время как арабский флот, экипажи которого были набраны в основном из христианского населения завоеванных территорий, должен был плыть вдоль южного побережья Малой Азии. Византийский флот, насчитывавший от 500 до 1000 кораблей, во главе которого стоял сам император Констант II, вышел навстречу. Византийский и арабский флоты столкнулись недалеко от ликийского портового города Феникс.
Командующий арабским флотом Абдулла ибн Сад вывел против византийцев всего 200 судов. Сражение началось со стрельбы лучников с обеих сторон, что не дало результатов. Два флота пошли на сближение, пока корабли не столкнулись борт к борту. Начался ожесточённый и кровавый абордажный бой. Из-за того, что мачты раскачивающихся на волнах кораблей порой даже соприкасаясь верхушками, битва вошла в историю как «Битва мачт».
В ходе рукопашных схваток мусульмане имели явное преимущество, и сражение закончилось поражением византийцев. Констант спасся, сбросив императорские одежды и перепрыгнув на другой корабль. Император был настолько напуган, что не вернулся в Константинополь, а уплыл в Сиракузы на Сицилии, где был позднее убит в попытке перенести столицу империи в эти края (см. Двадцатилетняя анархия).
Поражение при Фениксе лишь временно нарушило военно-морское превосходство Византии, поскольку в последующих конфликтах арабский флот в целом уступал византийскому. Тем не менее, первая морская победа арабов значительно подняла их боевой дух.